# Патрісія Маркова
Патрісія Маркова (словац. Patrícia Marková; нар. 5 січня 1973) — колишня словацька тенісистка.
Найвищу одиночну позицію світового рейтингу — 329 місце досягла 28 серпня 1995, парну — 121 місце — 20 лютого 1995 року.
Здобула 1 одиночний та 14 парних титулів.

## Фінали ITF
| Легенда         |
| --------------- |
| $75,000 турніри |
| Турніри $25,000 |
| Турніри $10,000 |

### Одиночний розряд (1–0)
| Результат | Ранг | Дата          | Турнір          | Покриття | Суперниця      | Рахунок  |
| --------- | ---- | ------------- | --------------- | -------- | -------------- | -------- |
| Перемога  | 1.   | 17 січня 1994 | Оренсе, Іспанія | Килим    | Peggy Rouquier | 6–3, 6–1 |

### Парний розряд (14–9)
| Результат | Ранг | Дата              | Турнір                    | Покриття  | Партнерка             | Суперниці                                | Рахунок          |
| --------- | ---- | ----------------- | ------------------------- | --------- | --------------------- | ---------------------------------------- | ---------------- |
| Перемога  | 1.   | 26 липня 1993     | Стамбул, Туреччина        | Тверде    | Наталі Тейссен        | Еммануель Гальярді Alessia Sciarpelletti | 2–6, 6–3, 6–0    |
| Перемога  | 2.   | 16 серпня 1993    | Бергіш-Гладбах, Німеччина | Ґрунт     | Моніка Кратохвілова   | Габріела Хмелінова Сімона Недоростова    | 6–3, 6–2         |
| Поразка   | 3.   | 19 вересня 1993   | Софія, Болгарія           | Ґрунт     | Зузана Немшакова      | Галя Ангелова Любомира Бачева            | 0–6, 5–7         |
| Перемога  | 4.   | 17 січня 1994     | Оренсе, Іспанія           | Килим     | Германа ді Натале     | Стефані Ґомпертс Наталі Тейссен          | 7–5, 6–3         |
| Перемога  | 5.   | 24 січня 1994     | Понтеведра, Іспанія       | Килим     | Генріетте ван Алдерен | Марта Кано Cristina De Subijana          | 6–3, 6–2         |
| Поразка   | 6.   | 14 березня 1994   | Сарагоса, Іспанія         | Ґрунт     | Алісія Ортуньйо       | Їндра Габрішова Домініка Горецька        | 5–7, 7–5, 4–6    |
| Перемога  | 7.   | 21 березня 1994   | Кастельйон, Іспанія       | Килим     | Івана Гаврлікова      | Марія Інес Араїс Ванесса Менга           | 4–6, 6–3, 6–3    |
| Перемога  | 8.   | 10 квітня 1994    | Афіни, Греція             | Ґрунт     | Сімона Недоростова    | Сандра ван дер А Любомира Бачева         | 6–3, 6–0         |
| Поразка   | 9.   | 13 червня 1994    | Сопот (Польща), Польща    | Ґрунт     | Катаріна Студенікова  | Жанетта Гусарова Радка Зрубакова         | 2–6, 5–7         |
| Поразка   | 10.  | 26 вересня 1994   | Бургас, Болгарія          | Ґрунт     | Генріетте ван Алдерен | Антоанета Пандєрова Теодора Недева       | 6–2, 4–6, 0–6    |
| Поразка   | 11.  | 14 листопада 1994 | Буенос-Айрес, Аргентина   | Ґрунт     | Танака Юка            | Лаура Монтальво Мерседес Пас             | 4–6, 3–6         |
| Поразка   | 12.  | 21 листопада 1994 | Ла-Плата, Аргентина       | Ґрунт     | Танака Юка            | Віраг Чурго Петра Мандула                | 6–7, 5–7         |
| Перемога  | 13.  | 3 квітня 1994     | Афіни, Греція             | Ґрунт     | Деніса Хладкова       | Коріна Мораріу Хрістіна Захаріду         | 6–2, 7–5         |
| Поразка   | 14.  | 25 серпня 1996    | Бад-Наугайм, Німеччина    | Ґрунт     | Сімона Галікова       | Майке Фреліх Павліна Нола                | 6–7, 6–7         |
| Перемога  | 15.  | 29 вересня 1996   | Шибеник, Хорватія         | Ґрунт     | Katarina Valkyová     | Міхаела Гасанова Мартіна Неделькова      | 6–4, 4–6, 6–4    |
| Перемога  | 16.  | 7 жовтня 1996     | Бургдорф, Швейцарія       | Килим (i) | Деніса Соботкова      | Наташа Рандріантефі Аліенор Трісеррі     | 6–3, 6–4         |
| Поразка   | 17.  | 24 лютого 1997    | Яффа, Ізраїль             | Тверде    | Нора Кевеш            | Мілена Неквапілова Гана Шромова          | 4–6, 2–6         |
| Перемога  | 18.  | 7 квітня 1997     | Хвар, Хорватія            | Ґрунт     | Зузана Валекова       | Жулі Пуллен Аманда Вейнрайт              | 7–6(3), 6–4      |
| Перемога  | 19.  | 17 квітня 1997    | Дубровник, Хорватія       | Ґрунт     | Зузана Валекова       | Мілена Неквапілова Гана Шромова          | 2–6, 7–5, 6–4    |
| Перемога  | 20.  | 10 листопада 1997 | Ріо-де-Жанейро, Бразилія  | Ґрунт     | Зузана Валекова       | Моніка Машталіржова Паула Раседо         | 6–0, 6–7(4), 6–2 |
| Перемога  | 21.  | 17 травня 1998    | Нітра, Словаччина         | Ґрунт     | Сільвія Уріцкова      | Тетяна Ковальчук Ганна Запорожанова      | 6–0, 6–3         |
| Перемога  | 22.  | 30 серпня 1998    | Мідделкерке, Бельгія      | Ґрунт     | Лусіана Масанте       | Бретхтьє Брюлс Сідні Схюрманс            | 2–6, 6–3, 6–3    |
| Поразка   | 23.  | 7 вересня 1998    | Фано, Італія              | Ґрунт     | Петра Рампре          | Лурдес Домінгес Ліно Лаура Делль'Анджело | 6–7, 6–2, 3–6    |